# Oněžské jezero
Oněžské jezero (rusky Онежское озеро nebo Онего, finsky Ääninen nebo Äänisjärvi) je jezero na severozápadě evropské části Ruska. Rozkládá se převážně v Karelské republice. Jižní část jezera tvoří hranici mezi Karelskou republikou a Leningradskou a Vologdskou oblastí. Je to druhé největší jezero v Evropě. Kotlina jezera je tektonického původu a byla dotvořena čtvrtohorními pevninskými ledovci. Má rozlohu 9 720 km² (včetně ostrovů 9 950 km²). Je protáhnuté ze severozápadu na jihovýchod v délce 250 km a maximálně 91,6 km široké. Průměrnou hloubku má 30 m a maximální 120 m. Celkový objem vody je 292 km³. Nadmořská výška hladiny jezera je 33 m.

## Pobřeží
Vysoké skalnaté břehy na severu a severozápadě jsou složené z krystalických hornin (žula, rula). Pobřeží je velmi členité. Úzké zálivy (Petrozavodskaja guba, Kondopožskaja guba, Povenecký záliv aj.) jsou hluboce zařezané do souše. Břehy na severovýchodě a jihovýchodě jsou převážně nízké a nečlenité. Tvoří je písky a hlíny, často jsou bažinaté a zatopené při vysokém stavu vody.

## Dno
Reliéf dna severozápadní části je značně složitý. Střídají se hluboké propadliny (do 100 až 115 m) a rozlohou nevelké vyvýšeniny. Na jihu je dno rovné s hloubkou do 50 m.

## Ostrovy
Na jezeře je 1 369 ostrovů o celkové rozloze 250 km². Největší ostrovy jsou Velký Klimecký a Velký Lelikovský. V severní části jezera leží ostrov Kiži, na němž se nachází muzeum ruské dřevěné architektury. Jeho součástí jsou dva dřevěné kostely z 18. století a mnoho dalších dřevěných staveb (část z nich byla na ostrov dovezena). Ostrov je pod ochranou UNESCO.

## Vodní režim
Do jezera ústí 58 řek. Největší z nich jsou Šuja, Suna, Vodla, Vytěgra, Andoma a Megra. Z jižní části jezera odtéká řeka Svir, tvořící jižní hranici Karelské republiky, která spojuje Oněžské jezero s Ladožským jezerem. Odtok je regulován Hornosvirskou hydroelektrárnou, která přeměnila jezero na přehradu (viz také Hornosvirská přehrada). Řeky tvoří 75 % přírůstku vodní bilance jezera (15,6 km³/rok). 25 % tvoří atmosférické srážky. 84% úbytku vodní bilance připadá na řeku Svir (průměrně 17,6 km³ vody za rok) a 16% na vypařování z vodní hladiny. Nejvyšší úrovně hladiny dosahuje v červnu až srpnu a nejnižší v březnu a dubnu. Absolutní rozsah kolísání hladiny je přibližně 190 cm (v průběhu roku průměrně asi 50 cm). V důsledku vlivu větru činí rozdíl úrovně severní a jižní části 60 až 65 cm. Na jezeře se vyskytují stojaté vlny s dlouhou periodou (сейши).

## Vlastnosti vody
Pro Oněžské jezero jsou charakteristické rozdíly v teplotním režimu v hluboké prostřední části a v mělkých pobřežních vodách. Nejvyšší teplota povrchové vody v odkryté části je v srpnu 20 až 24 °С, v zálivech pak 24 až 27 °С. Vrstvy vody u dna mají teplotu 2 až 2,5 °С v zimě a 4 až 6 °С v létě. Jezero zamrzá v prostřední části v lednu, u pobřeží a v zálivech na konci listopadu a v prosinci. Na konci dubna rozmrzají ústí přítoků, odkrytá část pak v květnu. Průzračnost vody je 8 až 9 m, u břehů 1 až 4 m. Voda je sladká s mineralizací 35 mg/l.

## Fauna
Jezero obývá 47 druhů ryb, ze kterých 17 má průmyslový význam. Nejvýznamnější jsou lososi, mníci, marény, síhové, candáti, cejni, okouni, štiky a korušky.

## Využití

### Doprava

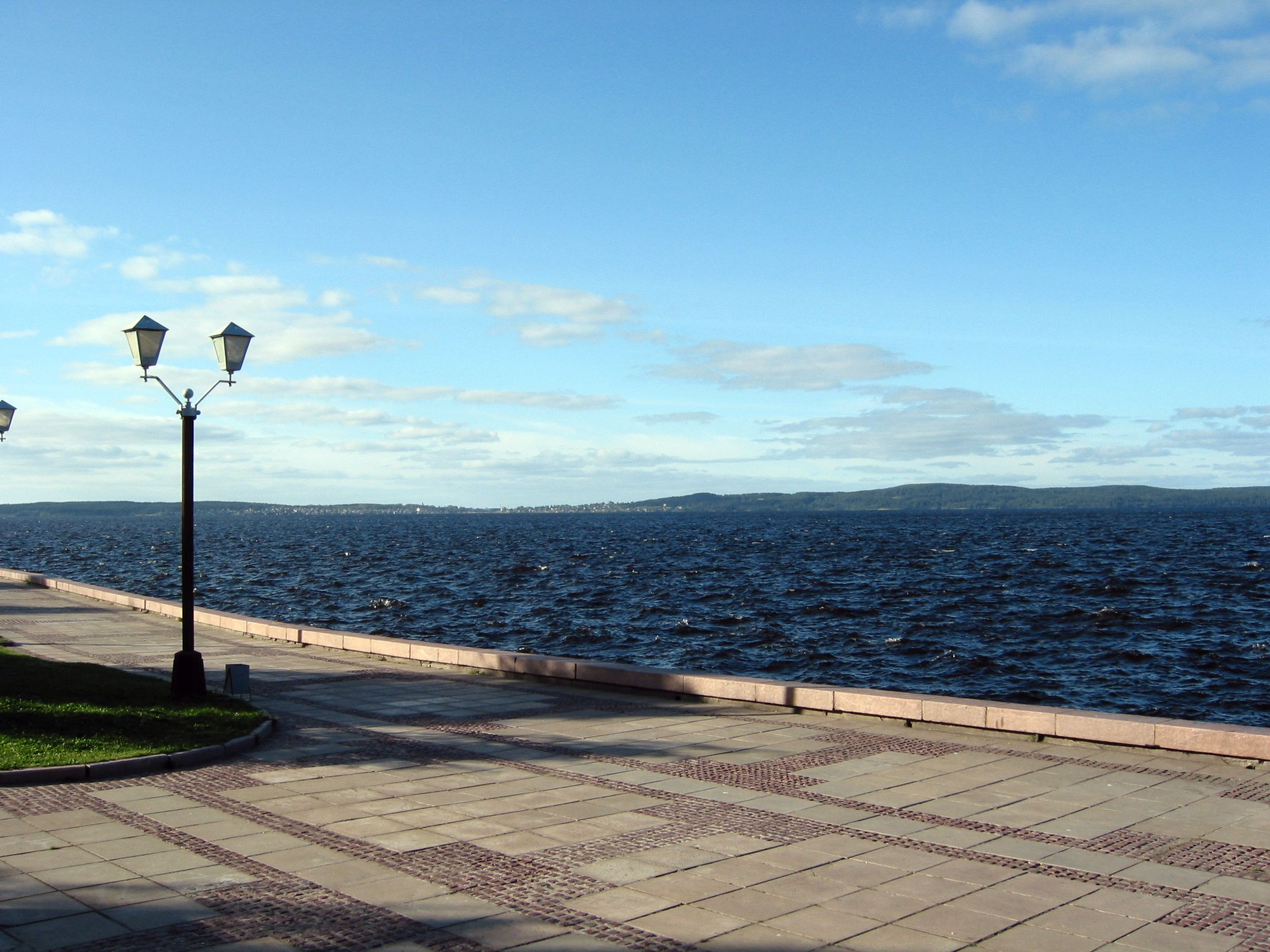
Pohled na Oněžské jezero z nábřeží města Petrozavodsk

Jezero je spojené Bělomořsko-baltským kanálem s povodím Baltského a Bílého moře. Volžsko-baltská vodní cesta ho spojuje s povodím Volhy. Jezero má velký význam pro vnitroruskou i mezinárodní lodní dopravu.

### Osídlení pobřeží
Na pobřeží Oněžského jezera leží města Petrozavodsk (hlavní město Karelské republiky), Kondopoga, Medvežjegorsk.

## Historie
V letech 1918–1920 byla oblast na západ od jezera místem zuřivých bojů mezi Bílými Finy a Rudou armádou.
Za druhé světové války (v letech 1941–1944) se stala oblast kolem Oněžského jezera a řeky Svir bojištěm, na němž se odehrávaly ostré střety mezi jednotkami Rudé a Finské armády. Finská armáda si totiž řeku a jezero zvolila jako mez svého postupu a přirozené přírodní opevnění a na závěr své ofenzívy v roce 1941 dobyla Petrozavodsk.